# Pedaço de Mim
Pedaço de Mim é o segundo álbum de estúdio da cantora brasileira Zizi Possi, lançado em 1979, pela gravadora Phonogram. Definido pela cantora como romântico mas sem pieguices, o álbum surgiu após críticas mistas a seu antecessor, Flor do Mal. Destaca-se pela composição de Chico Buarque da faixa título, resultado de sua admiração pela voz de Possi. No álbum a faixa aparece em formato solo.
As gravações, finalizadas em 1979, contaram com a colaboração de artistas como Roberto Menescal e a direção de Octávio Burnier. O repertório incluiu composições de Buarque, Caetano Veloso e Marina Lima, com arranjos de Milton Nascimento, Pedrinho Albuquerque, entre outros.
O lançamento ocorreu de maneira informal, com um coquetel na Galeria Officina, em Boa Vista. A artista chegou a se apresentar em programas de TV como forma de divulgação, como o programa do apresentador Flávio Cavalcanti.
A recepção crítica foi em sua maioria favorável, elogiando a produção, interpretações e repertório, considerando-o superior ao seu antecessor. Embora algumas críticas apontassem falta de unidade, o álbum obteve boa repercussão junto ao público.

## Produção e gravação
Após as críticas mistas e repercussão baixa de Flor do Mal, Possi começou a trabalhar no que seria o seu segundo LP. 
Ainda em 1978, Possi fez uma participação no disco autointitulado de Chico Buarque. O cantor não a conhecia pessoalmente, mas ao ouvir seu LP de estreia ficou admirado com sua voz e timbre, e como precisava de uma voz feminina para um dueto na canção "Pedaço de Mim" (que também fazia parte de seu musical Ópera do Malandro), a convidou. Ele prometeu compor músicas inéditas para serem incluídas no que viria a ser o seu segundo disco.
As gravações foram finalizadas em 1979, e contou com a colaboração de Roberto Menescal e direção de Octávio Burnier. Além das canções inéditas de Buarque, trouxe composições de Caetano Veloso e da então novata Marina Lima. Entre os arranjadores estão: Milton Nascimento, Pedrinho Albuquerque, Burnier e A Cor do Som.
Em entrevista, afirmou que a produção é mais cuidadosa do que a do antecessor, que ela explorou direções musicais diferentes, sem dar uma unidade: "Nesse segundo LP houve até um atraso por conta de um grande cuidado com o repertório. A sequência do disco foi feita por Sérgio Carvalho e aprovada por mim".
A capa foi feita por Marisa Alvarez de Lima que, de acordo com Possi, conseguiu fotografar um lado que só ela conhecia, a ponto de fazê-la se assustar num primeiro momento.
A cantora definiu o álbum como romântico, sem cair na pieguice, ou "um romântico pedaço de mim".

## Lançamento e divulgação
No programa Som 4, da TV Aratu, apresentado por Carlos Nunes, a artista anunciou o compacto de pré-lançamento do disco, com o lado A sendo a versão solo da faixa "Pedaço de Mim" e o lado B a faixa "Luz e Mistério", que ela chegou a cantar no programa.
O lançamento do álbum ocorreu de maneira bastante informal, com um coquetel na Galeria Officina, em Boa Vista, um dia após o fim da temporada de shows do Projeto Pixinguinha no Recife.
Após o lançamento, a cantora chegou a se apresentar em alguns programas da TV brasileira, como forma de divulgação. Ainda em 1979, cantou a faixa "Fruto Maduro" no Programa Flávio Cavacante, da Rede Tupi. Na ocasião foi julgada por cinco jurados, a saber: Fernando Leite Mendes, Consuelo Badra, Marisa Urban, Armando Marques, Marisa Leite de Barros e Silvana Teixeira, sendo o primeiro citado o único a comentar de forma desfavorável.
O álbum foi relançado no formato Compact disc (CD) em 2002, na série Tudo, da Universal Music, junto com outros treze álbuns de Possi, incluindo as capas e encartes originais.

## Recepção crítica
| Críticas profissionais | Críticas profissionais |
| Avaliações da crítica  | Avaliações da crítica  |
| Fonte                  | Avaliação              |
| ---------------------- | ---------------------- |
| Diário do Paraná       | Favorável              |
| Revista Manchete       | Favorável              |
| Correio Braziliense    | Mista                  |
| Diário de Pernambuco   | Favorável              |

As resenhas dos críticos de música foram, majoritariamente, favoráveis. 
Luiz Augusto Xavier, do Diário do Paraná, o definiu como um dos melhores lançados naquele ano. Elogiou a produção, as interpretações, o repertório e o considerou superior a seu antecessor, cuja diversidade de estilos, segundo ele, o tornou "um pouco perdido". Pontuou também que as músicas, em maioria, não são inéditas, mas ganharam "força descomunal" graças a voz da cantora.
O crítico da revista Manchete escreveu que a voz era "simpática" e "inegavelmente bela" e elegeu "Ave", "Chuva Princesa" e "Choro das Águas" como os melhores momentos.
João José Miguel, do Correio Braziliense, escreveu que o trabalho é "indefinido", com "arranjos convencionais" e cheio de altos e baixos como o primeiro álbum.
Sérgio Nona, do Diário de Pernambuco, o considerou "muito bom" mas fez ressalvas em relação a interpretação, que julgou parecida com a de Gal Costa.

## Desempenho comercial
Segundo o Jornal do Paraná, o disco obteve boa recepção junto ao público.

## Lista de faixas
- Créditos adaptados do LP Pedaço de Mim, de 1979.[8]

| Lado A |                                     |                             |         |  |
| N.º    | Título                              | Compositor(es)              | Duração |  |
| 1.     | "Fruto Maduro" (Part. A Cor do Som) | Moraes Moreira              |         |  |
| 2.     | "Acordei"                           | Moraes Moreira              |         |  |
| 3.     | "Morena dos Olhos D'Água"           | Chico Buarque               |         |  |
| 4.     | "Ave"                               | Cássio, Eduardo Dusek       |         |  |
| 5.     | "Luz e Mistério"                    | Beto Guedes, Caetano Veloso |         |  |
| 6.     | "Pedaço de Mim"                     | Chico Buarque               |         |  |

| Lado B |                                   |                              |         |  |
| N.º    | Título                            | Compositor(es)               | Duração |  |
| 1.     | "Nunca"                           | Lupicínio Rodrigues          |         |  |
| 2.     | "Alma Caiada"                     | Marina Lima, Antônio Cícero  |         |  |
| 3.     | "Dança Infernal"                  | Octávio Burnier, Ivan Wrigg  |         |  |
| 4.     | "Choro das Águas"                 | Vitor Martins, Ivan Lins     |         |  |
| 5.     | "Vontade de Ninguém"              | Carlos Lyra, Ronaldo Bôscoli |         |  |
| 6.     | "Recreio" (Part. Octavio Burnier) | Octávio Burnier, Ivan Wrigg  |         |  |
| 7.     | "Chuva Princesa"                  | Jorge Mautner                |         |  |